# Braunsbedra
Braunsbedra est une ville allemande de l'arrondissement de Saale, Land de Saxe-Anhalt.

## Géographie
Braunsbedra se situe au bord du Geiseltalsee (lac de Geiseltal), le plus grand lac artificiel allemand.
|         | Bad Lauchstädt | Mersebourg |
| Mücheln | Braunsbedra    | Leuna      |
|         |                | Weißenfels |

La commune de Braunsbedra comprend :
|             | Superficie (km2) | Nombre d'habitants | Quartiers                                               |
| ----------- | ---------------- | ------------------ | ------------------------------------------------------- |
| Braunsbedra | 29,4             | 6.381              | Bedra, Blösien-West, Neumark, Neumark-Nord und Schortau |
| Frankleben  | 11,3             | 1.691              | Reipisch, Frankleben                                    |
| Großkayna   | 9,2              | 1.285              | Grosskayna                                              |
| Krumpa      | 14,2             | 1.208              | Krumpa                                                  |
| Roßbach     | 10,2             | 1.754              | Leiha, Lunstädt, Rossbach, Rossbach-Süd                 |

Braunsbedra se trouve sur la Bundesautobahn 38 et la Bundesstraße 91 ainsi que la ligne de Mersebourg à Querfurt. Le territoire de la ville est traversé par la rivière Geisel. Le lac artificiel Geiseltalsee, crée des anciennes mines a ciel ouvert, se trouve au nord de Braunsbedra.

## Histoire

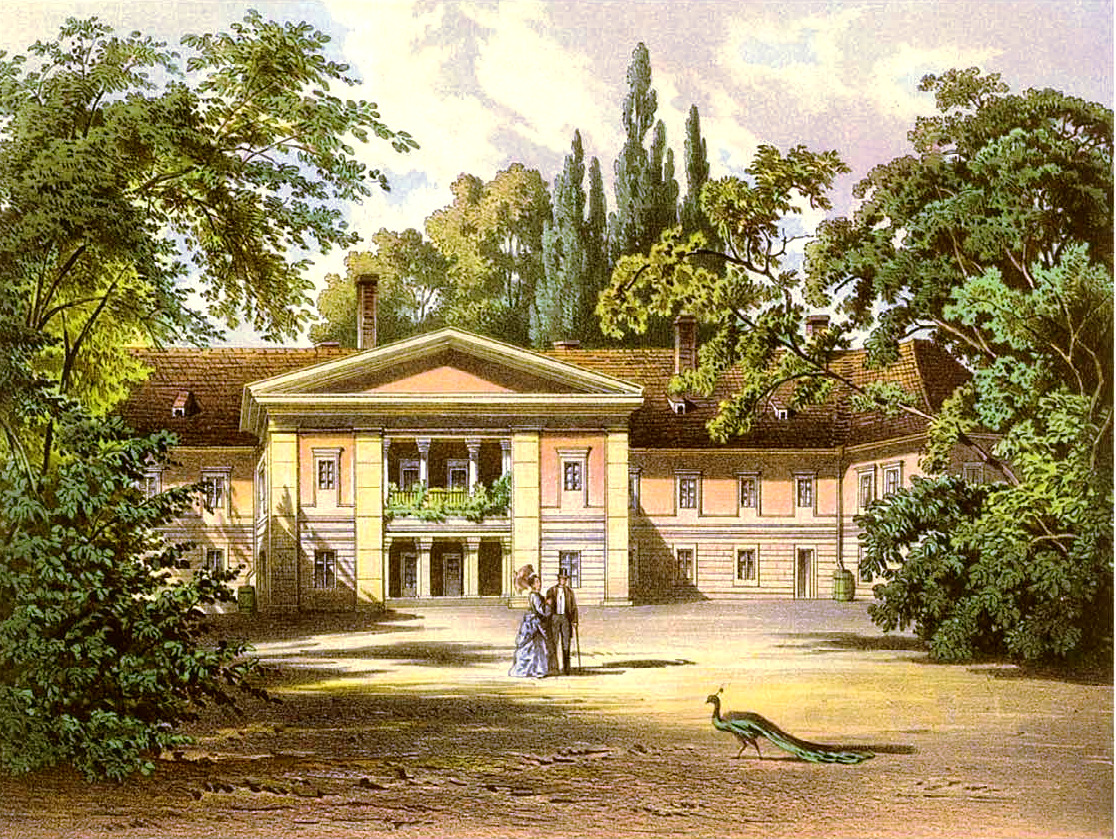
Palace Bedra, around 1860, Edition by Alexander Duncker

Braunsdorf, Bedra et Schortau sont mentionnés pour la première fois entre 881 et 899 dans un répertoire de la dîme de l'abbaye de Hersfeld.
La commune actuelle est issue de fusions après la Seconde Guerre mondiale, notamment de Bedra et Braunsdorf.

## Personnalités liées à la commune
- Michael Caßler (1733-1772), inventeur ;
- Otto von Helldorff (1833-1908), homme politique né et mort à Bedra ;
- Rudolf Sachsenweger (1916-2007), ophtalmologue ;
- Siegfried Jankowski (1927-1997), homme politique né à Frankleben.

## Source, notes et références
- (de) Cet article est partiellement ou en totalité issu de l’article de Wikipédia en allemand intitulé « Braunsbedra » (voir la liste des auteurs).